# إبراهام بروكس
إبراهام بروكس (بالإنجليزية: Abraham Brooks)‏ (29 مايو 1852 - 7 مايو 1925) هو لاعب كريكت بريطاني (وحمل سابقاً جنسية المملكة المتحدة لبريطانيا العظمى وأيرلندا).